# ТЕЦ Хурсанія
27°8′46″ пн. ш. 49°12′25″ сх. д. / 27.14611° пн. ш. 49.20694° сх. д.
ТЕЦ Хурсанія/Каран — теплова електростанція на сході Саудівської Аравії, яка обслуговує один з об'єктів нафтової компанії Saudi Aramco.
У другій половині 2000-х почав роботу газопереробний завод Хурсанія, для обслуговування енергетичних потреб якого у 2009-му ввели в дію власну ТЕЦ. Вона має дві газові турбіни потужністю по 185 МВт, відпрацьовані якими гази живлять два котли-утилізатори, здатні продукувати по 270 тонн пари на годину.
Невдовзі ГПЗ Хурсанія отримав другу чергу для роботи з продукцією родовища Каран. В межах цього проекту ТЕЦ підсилили однією турбіною потужністю 150 МВт.
Як паливо станція використовує природний газ.